# 飛鳥山公園

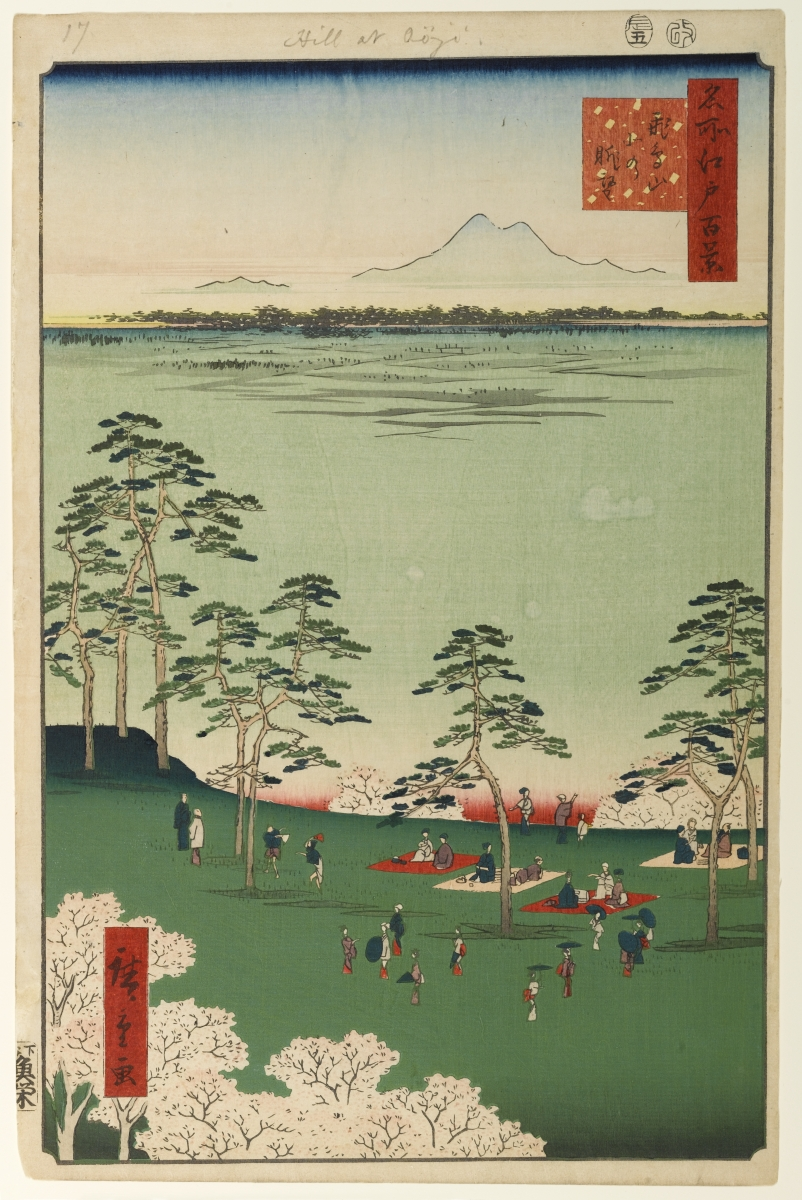
歌川廣重『名所江戶百景』「飛鳥山北之眺望」

飛鳥山公園（あすかやまこうえん）是位在東京都北區的區立公園。都內的櫻之名所之一。
江戶時代享保期，作為行樂地整備，明治6年（1873年），和上野公園等共同指定為日本最初的公園。園內的渋澤榮一舊邸指定為國之重要文化財。

## 概要
8代將軍德川吉宗作為享保改革之一環整備・開闢的公園而廣為人知。開放時，吉宗親自在飛鳥山設宴席，成為一大名勝。
「飛鳥山公園」如其名，一帶是小高丘，國土地理院的地形圖未記載「飛鳥山」之名，所以，也未測量正確的標高。北區認為，飛鳥山是比一般認定為「東京都最低」的港區愛宕山（25.7公尺）更低的山，在2006年進行測量，確認實際上比愛宕山更低。北區要求國土地理院在地形圖記載飛鳥山，但是不被採納。

## 園內設施

### 博物館
北區飛鳥山博物館
紙之博物館
渋澤史料館

### 史跡・展示物
舊渋澤庭園
靜態保存車輛
石碑
- 飛鳥山之碑
- 櫻賦之碑
- 船津翁之碑

## 交通
- 所在地 - 東京都北區王子1-1-3
- 京濱東北線、東京地下鐵南北線王子車站下車
- 都電荒川線王子車站前車站或飛鳥山車站下車
- 飛鳥山公園單軌飛鳥山山頂車站
- 有收費停車場

## 關連項目
- 花見

## 外部連結
- 飛鳥山公園
- 飛鳥山三博物館 （页面存档备份，存于）